# 吉崎収
吉崎 収（よしざき おさむ）は、日本の国土交通技官。国土交通省九州地方整備局長、環境省放射性物質汚染対処技術統括官等を経て、日本橋梁建設協会副会長、雪センター理事長。

## 人物・経歴
北海道出身。1980年北海道大学工学部土木工学科卒業、建設省入省。1987年建設省中部地方建設局高山国道工事事務所調査課長。1990年建設省中部地方建設局企画部企画課長。1991年建設省道路局企画課道路環境対策室補佐。1993年建設省道路局有料道路課補佐。1996年建設省関東地方建設局東京国道工事事務所長。2001年国土交通省関東地方整備局技術開発調整監。
国土交通省道路局地方道・環境課道路環境調査室長を経て、2005年国土交通省九州地方整備局道路部長。2008年国土交通省道路局地方道・環境課長。2010年国土交通省道路局環境安全課長。
2011年国土交通省大臣官房審議官（道路局担当）。2012年国土交通省九州地方整備局長。2013年新設の環境省放射性物質汚染対処技術統括官（環境技官）に就任。2015年国土交通省大臣官房付、退官、橋梁調査会嘱託、日本建設情報総合センター顧問。2020年大林組執行役員土木本部副本部長。日本橋梁建設協会副会長兼専務理事、雪センター理事長等も務めた。